# Parque nacional Nyika (Zambia)
El parque nacional Nyika (en inglés: Nyika National Park) se encuentra en el noreste de Zambia, en el borde occidental de la meseta de Nyika, que es una de las partes más altas del país y la mayor parte de la cual se encuentra en el vecino Malaui.
Como consecuencia de la época colonial, cuando ambos países eran administradas por Gran Bretaña, se estableció una reserva transfronteriza en la meseta en 1965.
Después de la independencia se dividió en el gran parque nacional Nyika (Malaui, 3.134 km²) y el mucho más pequeño parque nacional de Nyika (Zambia, 80 km²). La frontera entre los dos parques es la carretera de la meseta norte-sur, que es la única carretera para acceder al lugar, y empieza y termina en Malaui. Por lo tanto los visitantes de Zambia deben entrar en Malaui para llegar al sitio (los puntos más próximos de entrada están en Chisenga y Katumbi).